# Transformationsproblem der Arbeit
Unter dem Begriff Transformationsproblem der Arbeit wird im Allgemeinen die Schwierigkeit verstanden, abstraktes im Menschen vorhandene Arbeitspotenzial optimal in eine tatsächliche, messbare Arbeitsleistung zu überführen. Das Transformationsproblem geht auf Karl Marx und seine "Unterscheidung von Arbeitskraft und Arbeit" zurück. Die Transformation von Arbeitskraft in Arbeit wird dabei durch drei hauptsächliche Faktoren erst zu einem Problem: Erstens das Auseinanderfallen von Kauf und Konsumtion der Ware Arbeitskraft, zweitens die relative Unvollständigkeit des Arbeitsvertrages und drittens – mehr oder weniger – der Interessengegensatz zwischen Arbeitnehmer und Kapital. Insbesondere die vertraglichen Unbestimmtheitslücken, so Marrs, lassen die „soziologischen, nicht-kontraktuellen Bedingungen in den Fokus“ rücken. Das Transformationsproblem wird dabei unter anderem zum Dreh- und Angelpunkt der Kontrolle des Arbeitsprozesses.